# El Vesubio
El Vesubio är en ort i Mexiko.   Den ligger i kommunen Metepec och delstaten Hidalgo, i den sydöstra delen av landet, 120 km nordost om huvudstaden Mexico City. El Vesubio ligger 2 148 meter över havet och antalet invånare är 130.
Terrängen runt El Vesubio är kuperad norrut, men söderut är den platt. Terrängen runt El Vesubio sluttar västerut. Runt El Vesubio är det ganska tätbefolkat, med 83 invånare per kvadratkilometer. Närmaste större samhälle är Parque Urbano Napateco, 15,2 km söder om El Vesubio. Omgivningarna runt El Vesubio är en mosaik av jordbruksmark och naturlig växtlighet.